# Taylor Caldwell

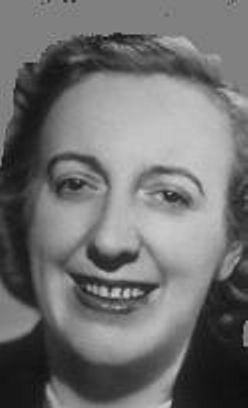
Taylor Caldwell

Taylor Caldwell este pseudonimul scriitoarei americane "Janet Miriam Reback" (n. 7 septembrie 1900, Prestwich lângă Manchester, Anglia - d. 30 august 1985, Greenwich, Connecticut, SUA). Ea a fost de mai multe ori premiată ca sciitoare și jurnalistă.

## Biografie
Taylor a fost fiica unui comerciant de obiecte de arte scoțian. Ea a publicat nenumărate opere, din care peste 3o de milioane au fost vândute.

## Opere
- Dynasty of Death (1938)
- The Eagles Gather (1940)
- The Earth is the Lord's: A Tale of the Rise of Genghis Khan (1940)
- Time No Longer (1941)
- The Strong City (1942)
- The Arm and the Darkness (1943)
- The Turnbulls (1943)
- The Final Hour (1944)
- The Wide House (1945)
- This Side of Innocence (1946)
- There Was A Time (1947)
- Melissa (1948)
- Let Love Come Last (1949)
- The Balance Wheel (1951) / UK title The Beautiful Is Vanished (1951)
- The Devil's Advocate (1952)
- Maggie - Her Marriage (1953)
- Never Victorious, Never Defeated (1954)
- Your Sins and Mine (1955)
- Tender Victory (1956)
- The Sound of Thunder (1957)
- Dear and Glorious Physician (1958)
- The Listener (1960)
- A Prologue to Love (1961)
- The Late Clara Beame (1963)
- Grandmother and the Priests (1963) / UK title To See the Glory (1963)
- A Pillar of Iron (1965)
- Wicked Angel (1965)
- No One Hears But Him (1966)
- Dialogues with the Devil (1967)
- Testimony of Two Men (1968)
- Great Lion of God (1970)
- On Growing Up Tough (1971)
- Captains and the Kings (1972)
- To Look and Pass (1973)
- Glory and the Lightning (1974)
- Romance of Atlantis (1975) (with Jess Stearn)
- Ceremony of the Innocent (1976)
- I, Judas (1977) (with Jess Stearn)
- Bright Flows the River (1978)
- Answer As A Man (1980)